# سوهان (چناران)
سوهان (چناران)، روستایی از توابع بخش مرکزی شهرستان چناران در استان خراسان رضوی ایران است.

## جمعیت
این روستا در دهستان رادکان قرار دارد و براساس سرشماری مرکز آمار ایران در سال ۱۳۸۵، جمعیت آن ۲۵۳ نفر (۵۷خانوار) بوده‌است.